# Engeln
Engeln ist ein Ortsteil des Fleckens Bruchhausen-Vilsen im Landkreis Diepholz in Niedersachsen. Bis zum 1. November 2011 war Engeln eine selbstständige Gemeinde mit den vier Ortsteilen Oerdinghausen, Scholen, Weseloh und Engeln, die dann mit Bruchhausen-Vilsen einen neuen Flecken Bruchhausen-Vilsen bildete.

## Geografie

### Geografische Lage
Engeln liegt zwischen dem Naturpark Wildeshauser Geest und dem Naturpark Steinhuder Meer ungefähr in der Mitte zwischen Bremen und Minden. Es liegt 4 km von der östlich verlaufenden Bundesstraße 6 und 8 km vom östlich gelegenen Kernort Bruchhausen-Vilsen entfernt.

### Gewässer
- Bei Reihausen entspringt die Siede, die dann weiter in Südrichtung nach Siedenburg fließt und in die Große Aue mündet.
- Im Ortsteil Hache entspringt die Hache, die in nördlicher Richtung durch die Orte Bensen, Freidorf, Bassum-Neubruchhausen, Syke-Jardinghausen, Syke-Henstedt, Syke-Hoope, Syke-Steimke, Syke, Syke-Lindhof, Syke-Barrien und Weyhe-Lahausen nach Weyhe-Kirchweyhe fließt und dort  in den Kirchweyher See mündet, aus dem sie dann als Ochtum weiterfließt.

## Geschichte
Erstmals wird der Ort im Jahr 1124 als Engelin urkundlich erwähnt.
Am 1. März 1974 wurden die bisherigen Gemeinden Oerdinghausen, Scholen und Weseloh eingegliedert.
Zuvor gehörten die vier Gemeinden der Samtgemeinde Scholen an, die dann aufgelöst wurde.

### Einwohnerentwicklung
| Jahr      | 1961 | 1970 | 1987 | 1992 | 1997 | 2002 | 2007 | 2008 | 2009 | 2010 |
| --------- | ---- | ---- | ---- | ---- | ---- | ---- | ---- | ---- | ---- | ---- |
| Einwohner | 317  | 279  | 1067 | 1103 | 1065 | 1144 | 1120 | 1089 | 1072 | 1074 |

(1961: 6. Juni, 1970: 27. Mai, jeweils am 31. Dezember)

## Politik

### Wappen
Blasonierung: Unter achtfach von blau und silber geständertem Schildhaupt gespalten von grün und gold; vorn zwei silberne Wellenbalken, hinten ein grünes Eichenblatt.

## Kultur und Sehenswürdigkeiten

### Theater
- Theatergruppe Weseloh

### Musik
- Trio „Chapeau Claque“, eine Gesangsgruppe, die seit 1998 besteht. Auf dem Programm der Gruppe stehen Chansons und Lieder der 1920er Jahre, die sie in verschiedenen Veranstaltungen vor allem im Landkreis Diepholz vorträgt. Zum Trio gehören Brigitte Sante und Magnus Heitmann (beide Gesang) und Christine Wachendorf (Akkordeon).

### Bauwerke

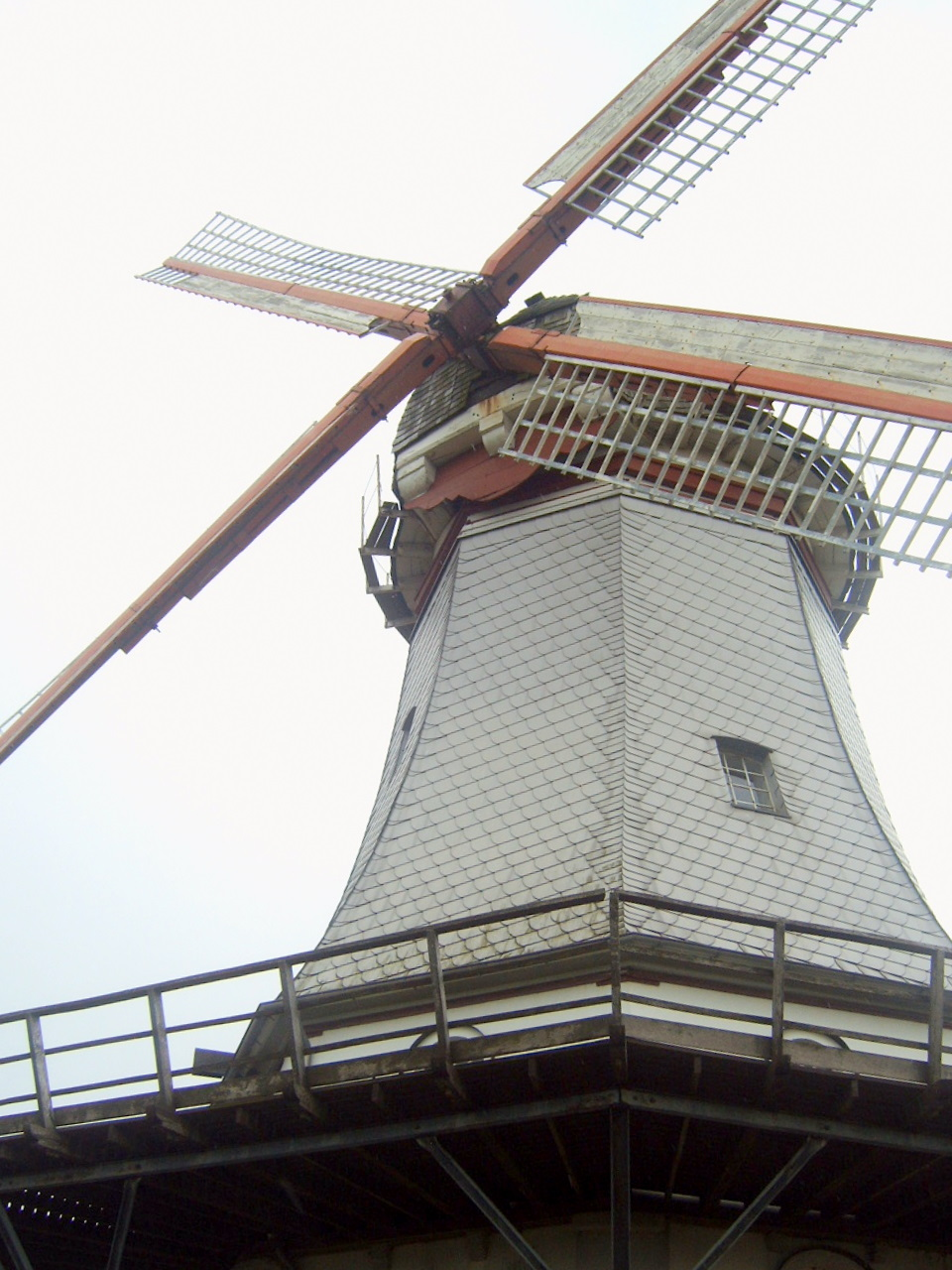
Behlmer Mühle

- Die Behlmer Mühle ist ein achteckiger, zweistöckiger Galerie-Holländer. Sie wurde von Müllermeister Heusmann im Jahre 1876 erbaut. 1934 wurde die Mühle nach einem Wirbelsturm stark beschädigt. Beim Wiederaufbau wurde anstatt des Krühwerks eine Windrose aufgesetzt. 1968 wurde der Mühlenbetrieb eingestellt und die drei Mahlgänge wurden entfernt. 1988 wurde die Mühle komplett renoviert, dabei wurde ein neuer, betriebsfähiger Mahlgang eingebaut. In der Mühle sind nebst einem Webstuhl auch weitere landwirtschaftliche Arbeitsgeräte zu besichtigen.

#### Baudenkmale
- In der Liste der Baudenkmale in Bruchhausen-Vilsen ist für Engeln das Wohn-/Wirtschaftsgebäude Engeler Straße 25 als einziges Baudenkmal aufgeführt.

## Verkehr

### Straße
Die durch den Ort verlaufende Landesstraße 202 führt in östlicher Richtung zur Bundesstraße 6 und schafft damit Anschluss nach Bremen und nach Hannover. In westlicher Richtung verläuft die L 202 über Affinghausen bis nach Sulingen.

### Schienenverkehr
Der nächste Bahnhof ist der in nordwestlicher Richtung an der DB-Strecke Bremen–Osnabrück gelegene Bahnhof Bassum. Er ist etwa 18 km von der Ortsmitte in Engeln entfernt. In 20 km kommt man zum Bahnhof Syke.